# بنو أسد بن عبد العزى
بنو أسد هم بطن من بطون قريش بالحجاز وكانت فيهم الشورى وهم يختلفون عن قبيلة بني أسد الخندفية المضرية في نجد.

## نسبهم
هم بنو أسد بن عبد العزى بن قصي بن كلاب بن مرة بن كعب بن لؤي بن غالب بن فهر بن مالك بن النضر وهو قريش بن كنانة بن خزيمة بن مدركة بن إلياس بن مضر بن نزار بن معد بن عدنان.

## أعلام من بني أسد
- أم المؤمنين خديجة بنت خويلد الأسدية القرشية.
- حزام بن خويلد، وأبناؤه:
  - خالد بن حزام
  - حكيم بن حزام، وأبناؤه:
    - خالد بن حكيم.
    - هشام بن حكيم.
- نوفل بن خويلد، وابنه:
  - الأسود بن نوفل بن خويلد (مهاجر للحبشة)
- الصحابي الزبير بن العوام الأسدي، وأبناؤه: 
  - الخليفة عبد الله بن الزبير .
  - عروة بن الزبير .
  - مصعب بن الزبير .
  - عمرو بن الزبير .
- أبو البختري بن هاشم.
- الأسود بن المطلب، وأبناؤه:
  - هبار بن الأسود.
  - عقيل بن الأسود.
  - زمعة بن الأسود، وأبناؤه:
    - الحارث بن زمعة.
    - يزيد بن زمعة.
- ورقة بن نوفل.
- عمرو بن أمية بن الحارث